# Agrate Brianza

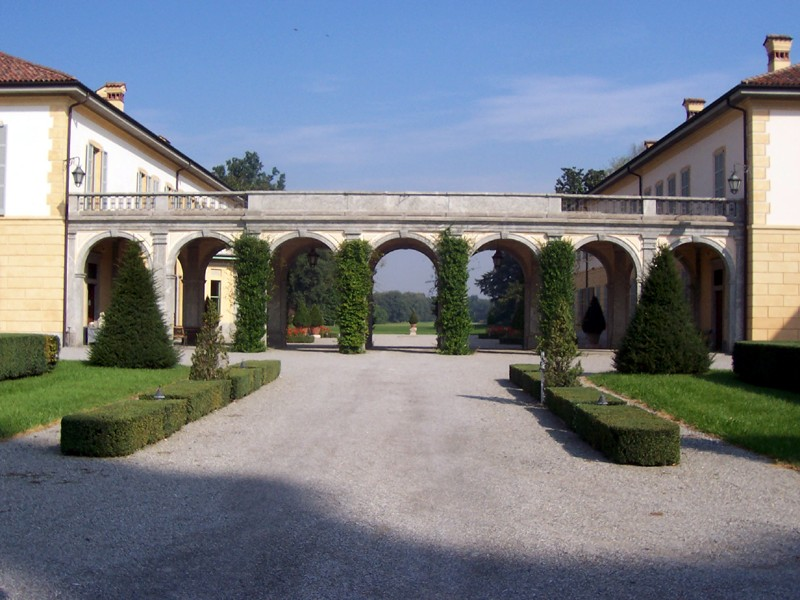
Villa Trivulzio a Ornate

Agrate Brianza ist eine norditalienische Gemeinde (comune) mit 15.663 Einwohnern (Stand 31. Dezember 2023) in der Provinz Monza und Brianza in der Lombardei. Die Gemeinde liegt etwa 6,5 Kilometer östlich von Monza und etwa 17 Kilometer nordöstlich von Mailand. Die Gemeinde grenzt an die Metropolitanstadt Mailand. Nahe Agrate liegt der 40.000 Quadratmeter große See La Vasca Vollano.

## Geschichte
745 wird eine Unterkunft für Pilger und Arme in Agrate in einem Testament erwähnt. 835 ist die Herrschaft des Erzbischofs von Mailand nachgewiesen.

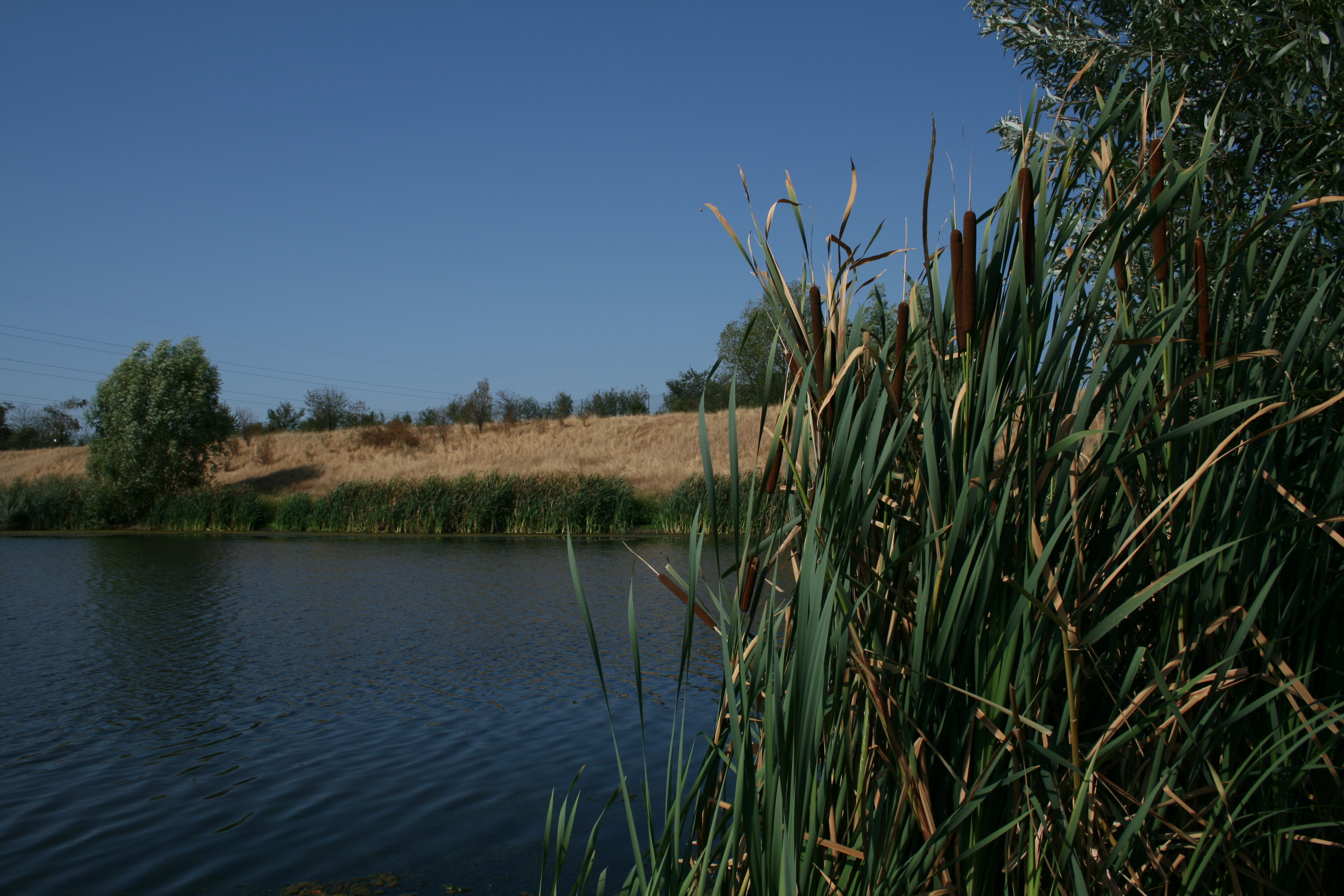
La Vasca Vollano

## Wirtschaft und Verkehr
Agrate Brianza liegt im nordöstlichen Quadranten des Autobahnkreuzes zwischen der Autostrada A51 (der Tangeziale Est von Mailand) und der Autostrada A4 (Turin–Triest). Die günstige Lage hat zur Ansiedlung einiger IT- und Mikroelektronik-Unternehmen geführt (u. a. STMicroelectronics, Tower Semiconductor).

## Persönlichkeiten
- Künstlerfamilie Ferrari
  - Antonio Ferrari (* um 1465 in Agrate Brianza; † nach 1506 in Parma), Bildhauer[2]
  - Gian Francesco Ferrari (* um 1490 in Agrate Brianza; † nach 1547 in Parma), Sohn des Antonio, Architekt und Bildhauer[3]
  - Marco Ferrari genannt Marco d’Agrate (* 1491 in Parma; † nach 1571 in Mailand), Sohn des Antonio, Bildhauer[4][5]
  - Castore Ferrari (* um 1510 in Agrate Brianza; † nach 1550 in Parma), Sohn des Gian Francesco, Bildhauer[6]
- Mino Reitano (1944–2009), Sänger und Schauspieler
- Maurizio Orlandi (* 1957), Radrennfahrer

## Städtepartnerschaft
- Česká Třebová, Okres Ústí nad Orlicí